# Sony Alpha NEX
Sony Alpha NEX («Сони Альфа Нэкс») — семейство беззеркальных системных фотоаппаратов корпорации «Сони», выпускающихся с 2010 год по настоящее время. Модели семейства NEX стали первыми, получившими крепление E. В 2013 году объявлено о прекращении использования названия NEX для фотоаппаратов «Сони», пришедшие на смену модели называются a5000 и a6000.
Всего было выпущено 10 моделей фотоаппаратов, из которых выделяются две большие линейки: 3-я серия (NEX-3, NEX-C3, NEX-F3, NEX-3N) и 5-я серия (NEX-5, NEX-5N, NEX-5R, NEX-5T). Особняком стоят более оснащённые и дорогие модели: NEX-7 и NEX-6.
В серии NEX также выпускались видеокамеры с тем же байонетом E. Однако компания не относит их к направлению «Альфа», которое включает в себя только фотоаппараты. Видеокамер выпущено семь моделей: NEX-VG10, NEX-VG20, NEX-VG30, NEX-VG900, NEX-FS100, NEX-FS700, NEX-EA50.

## Описание
Семейство NEX основывается на байонете E и матрице формата APS-C (23,5 × 15,6 мм). Благодаря небольшому рабочему отрезку возможно использование с помощью переходника объективов для всех зеркальных систем, а также для дальномерных, например, Contax G и Leica M.
Все фотоаппараты семейства обладают и относительно компактным и лёгким корпусом с утолщением под правую руку. Расположенный сзади жидкокристаллический дисплей имеет диагональ 7,5 см (3 дюйма) и может отклоняться в вертикальной плоскости; у некоторых моделей — до 180° вверх, обеспечивая возможность съёмки самого себя. Дисплей не чувствителен к нажатию, управление осуществляется с помощью кнопок и колёс.
Фотоаппараты обладают функцией предпросмотра в реальном времени и возможностью записи видео. Запись осуществляется на карту памяти Memory Stick Duo или Secure Digital (используется совмещённый разъём, позволяющий установить только одну карту).

## Сводная таблица
| NEX-3                   | NEX-C3                  | NEX-F3                  | NEX-3N                  | NEX-5                   | NEX-5N                  | NEX-5T                        | NEX-5R                        | NEX-6                                  | NEX-7                                  |
| ----------------------- | ----------------------- | ----------------------- | ----------------------- | ----------------------- | ----------------------- | ----------------------------- | ----------------------------- | -------------------------------------- | -------------------------------------- |
|                         |                         |                         |                         |                         |                         |                               |                               |                                        |                                        |
| 11.05.2010              | 08.06.2011              | 17.05.2012              | 20.03.2013              | 11.05.2010              | 24.08.2011              | 27.08.2013                    | 29.08.2012                    | 12.09.2012                             | 24.08.2011                             |
| 14 Мпикс                | 16 Мпикс                | 16 Мпикс                | 16 Мпикс                | 14 Мпикс                | 16 Мпикс                | 16 Мпикс, фазовая фокусировка | 16 Мпикс, фазовая фокусировка | 16 Мпикс, фазовая фокусировка          | 24 Мпикс                               |
| 7 кадров/с              | 5,5 кадров/с            | 6 кадров/с              | 4 кадра/с               | 7 кадров/с              | 10 кадров/с             | 10 кадров/с                   | 10 кадров/с                   | 10 кадров/с                            | 10 кадров/с                            |
| 3", 0,92 млн, поворот   | 3", 0,92 млн, поворот   | 3", 0,92 млн, поворот   | 3", 0,46 млн, поворот   | 3", 0,92 млн, поворот   | 3", 0,92 млн, поворот   | 3", 0,92 млн, поворот         | 3", 0,92 млн, поворот         | 3", 0,92 млн, поворот ЭВИ 2,4 млн OLED | 3", 0,92 млн, поворот ЭВИ 2,4 млн OLED |
| 117 × 63 × 33 мм, 297 г | 110 × 60 × 33 мм, 225 г | 117 × 67 × 42 мм, 214 г | 110 × 62 × 35 мм, 269 г | 111 × 59 × 38 мм, 287 г | 111 × 59 × 38 мм, 269 г | 111 × 59 × 39 мм, 267 г       | 111 × 59 × 39 мм, 276 г       | 120 × 67 × 43 мм, 345 г                | 120 × 67 × 43 мм, 350 г                |
|                         |                         |                         |                         |                         |                         | Wi-Fi, NFC                    | Wi-Fi                         | Wi-Fi                                  |                                        |